# 加賀インターチェンジ
加賀インターチェンジ（かがインターチェンジ）は、石川県加賀市三木町にある北陸自動車道のインターチェンジである。

## 歴史
- 1973年（昭和48年）10月17日 - 丸岡IC（福井県坂井郡丸岡町、当時） - 小松IC間の開通に伴い[1][2][5][6]、供用開始[3][5]。
- 2018年（平成30年） - 当IC - 丸岡IC間において、大雪時にタイヤチェーンの装着が義務化される区間に指定（スタッドレスタイヤ装着車両も対象）[7][8][9]。

## 道路
- E8 北陸自動車道（12番）
- 接続する道路：石川県道61号加賀インター線[3]

## 料金所
- ブース数：6

### 入口
- ブース数：2
  - ETC専用：1
  - ETC/一般：1

### 出口
- ブース数：4
  - ETC専用：2
  - 一般：2（うち 自動精算機 1）

## 周辺
- 片野鴨池
- IRいしかわ鉄道線 大聖寺駅・加賀温泉駅
- 山中温泉
- 山代温泉

## 隣
E8 北陸自動車道
(11)金津IC - (12)加賀IC - 尼御前SA - (13)片山津IC